# Ichneumon factor
Ichneumon factor là một loài tò vò trong họ Ichneumonidae.